# ラワン・セウ

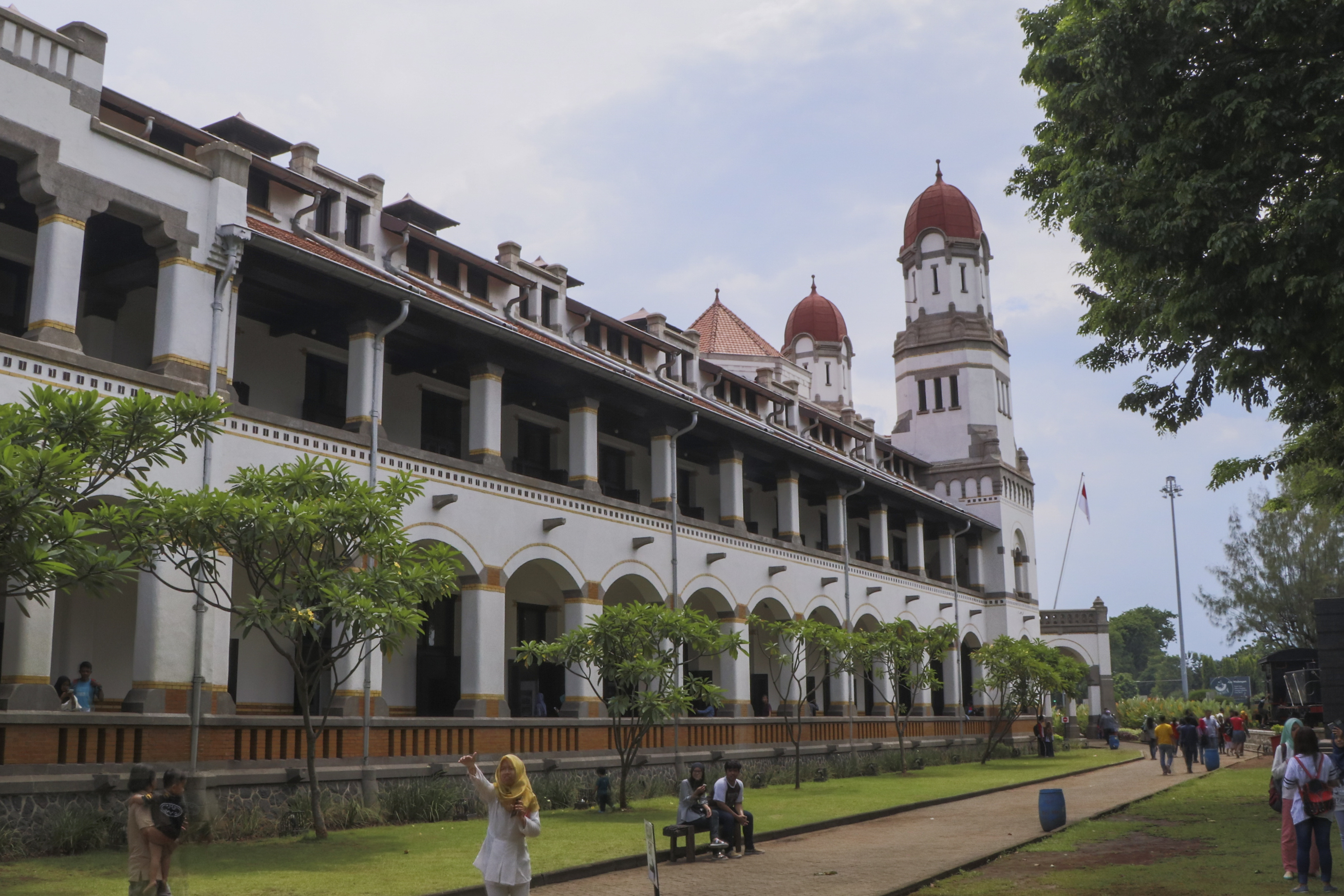
ラワン・セウ

ラワン・セウ (Lawang Sewu)は、インドネシアのスマランにある歴史的建築。オランダ植民地時代に蘭印鉄道（Nederlandsche Spoorweg Maatschapij）の本社ビルとして建設された。ラワン・セウ は、ジャワ語で「千の窓」という意味である。

## 歴史
スマランは1867年にインドネシア最初の鉄道が開通した町である。蘭印鉄道本社ビルはスマラン駅から少し離れた町の中心部に位置している。1904年から1907年にかけて本館が建設され、数年後に3棟の別館が増築された。インドネシア独立後はインドネシア鉄道所有の施設となった。1992年、インドネシアの文化遺産に登録され鉄道資料館として一般公開された。鉄道以外の文化的イベントも度々開催される。

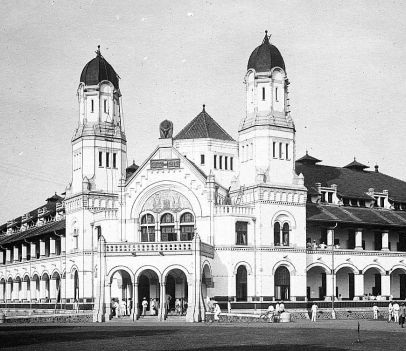
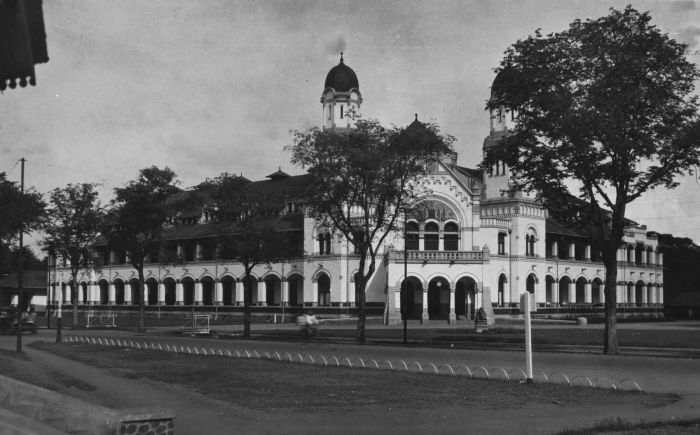
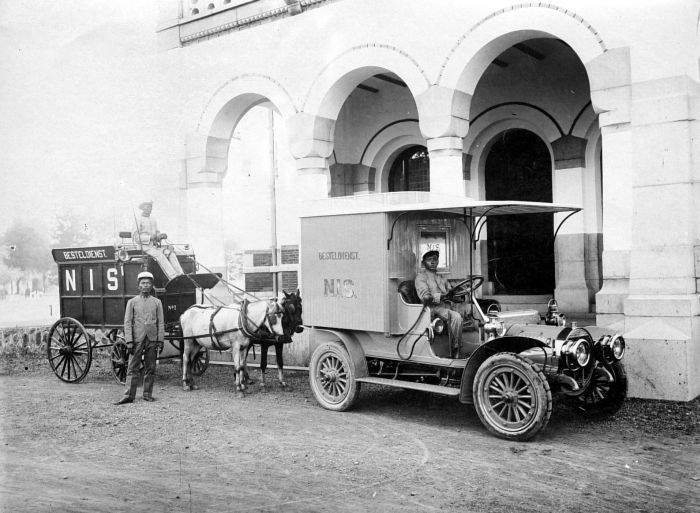
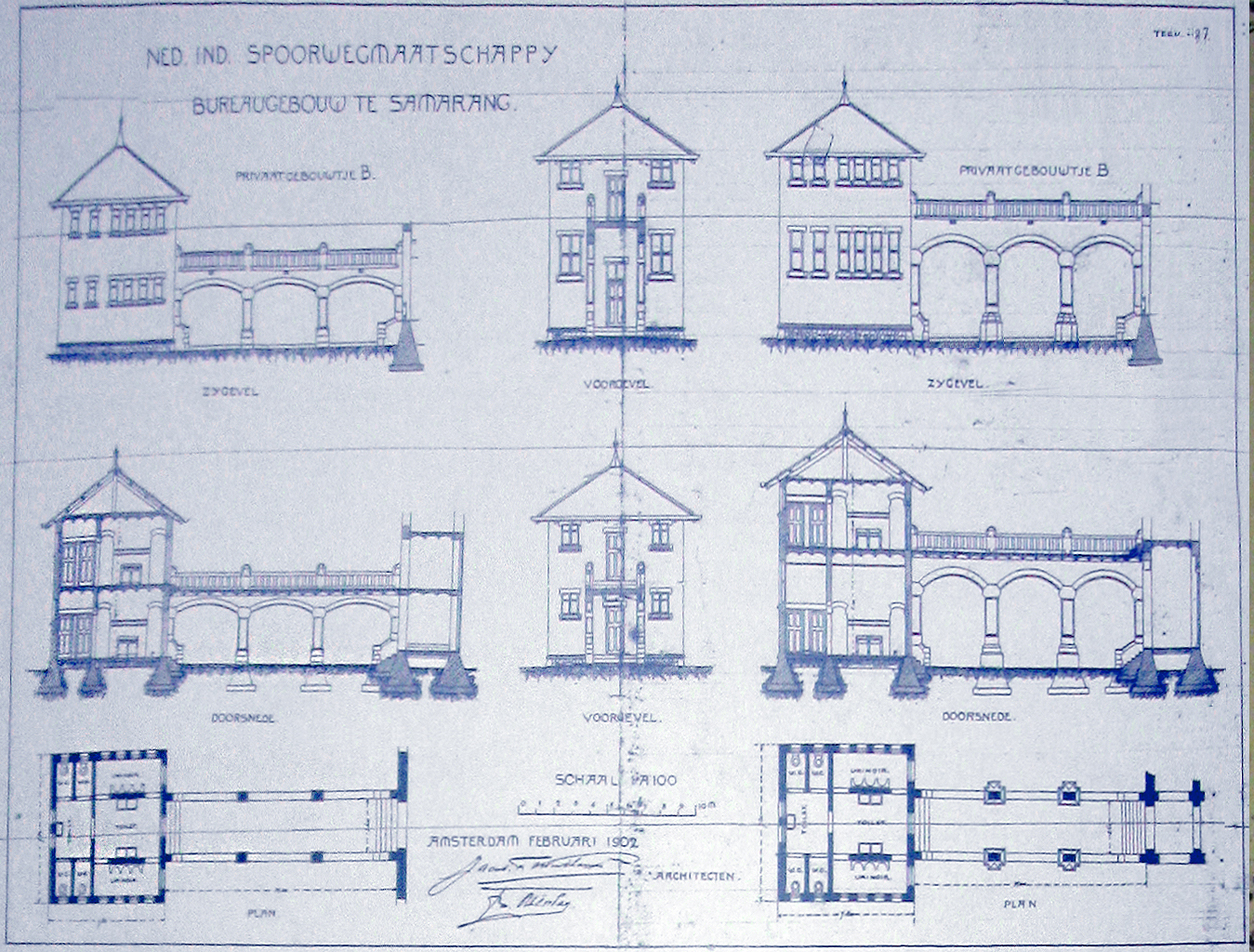

## その他
この建物の付近で、1945年10月には、セマランの五日間戦争が発生した。この戦争で、多くの犠牲者が出たことから、いつしか地元では心霊スポットと噂されるようになった。

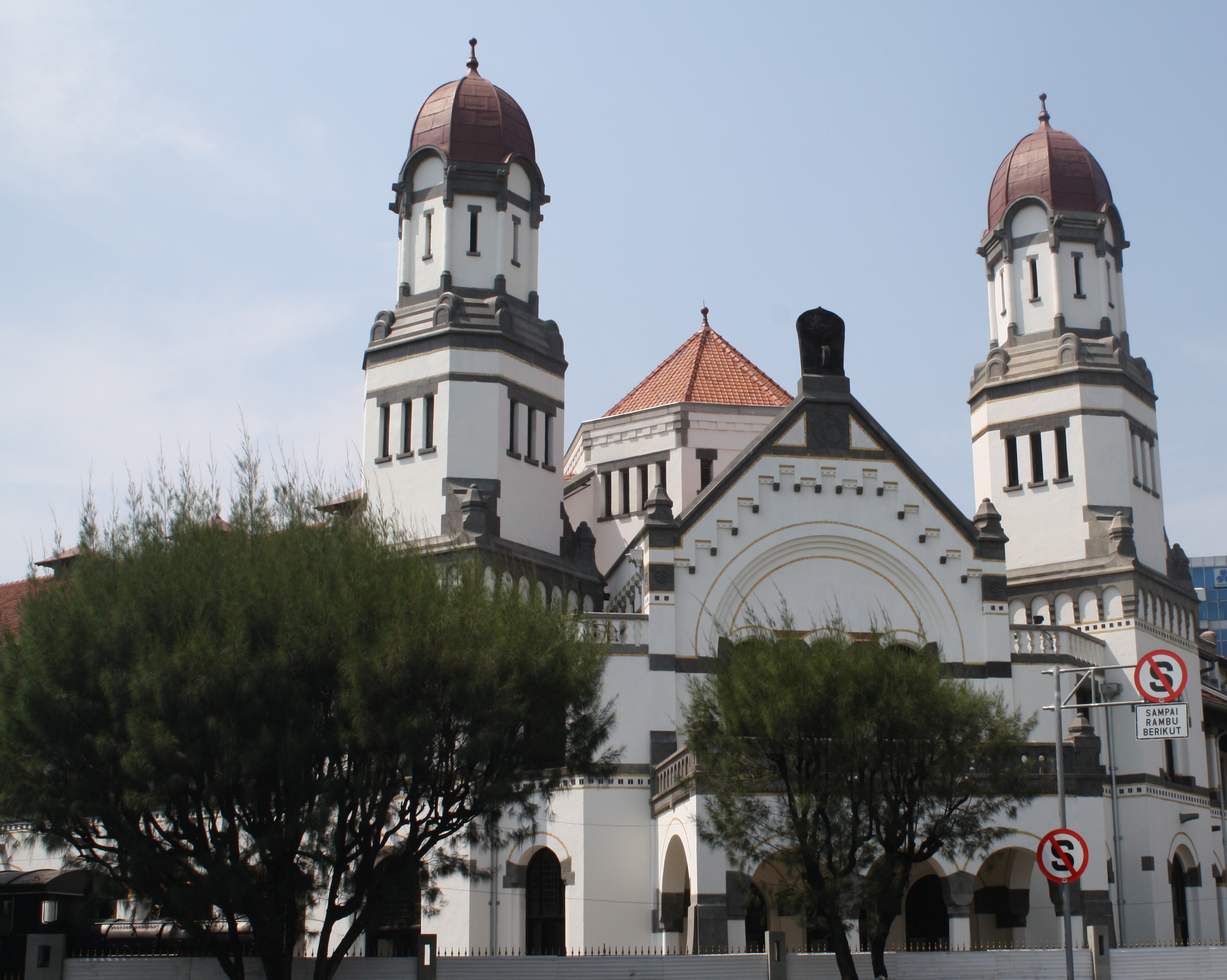
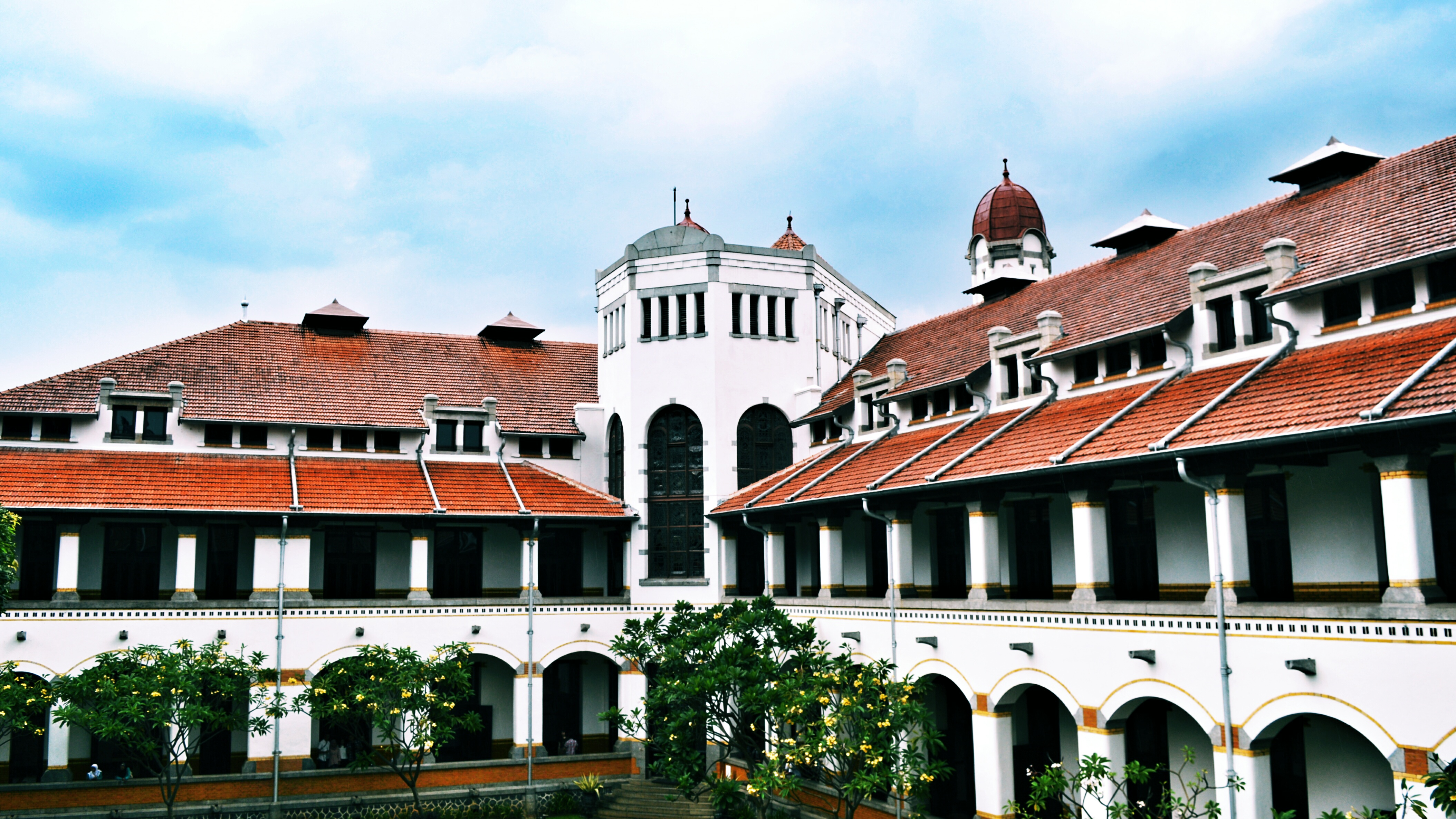
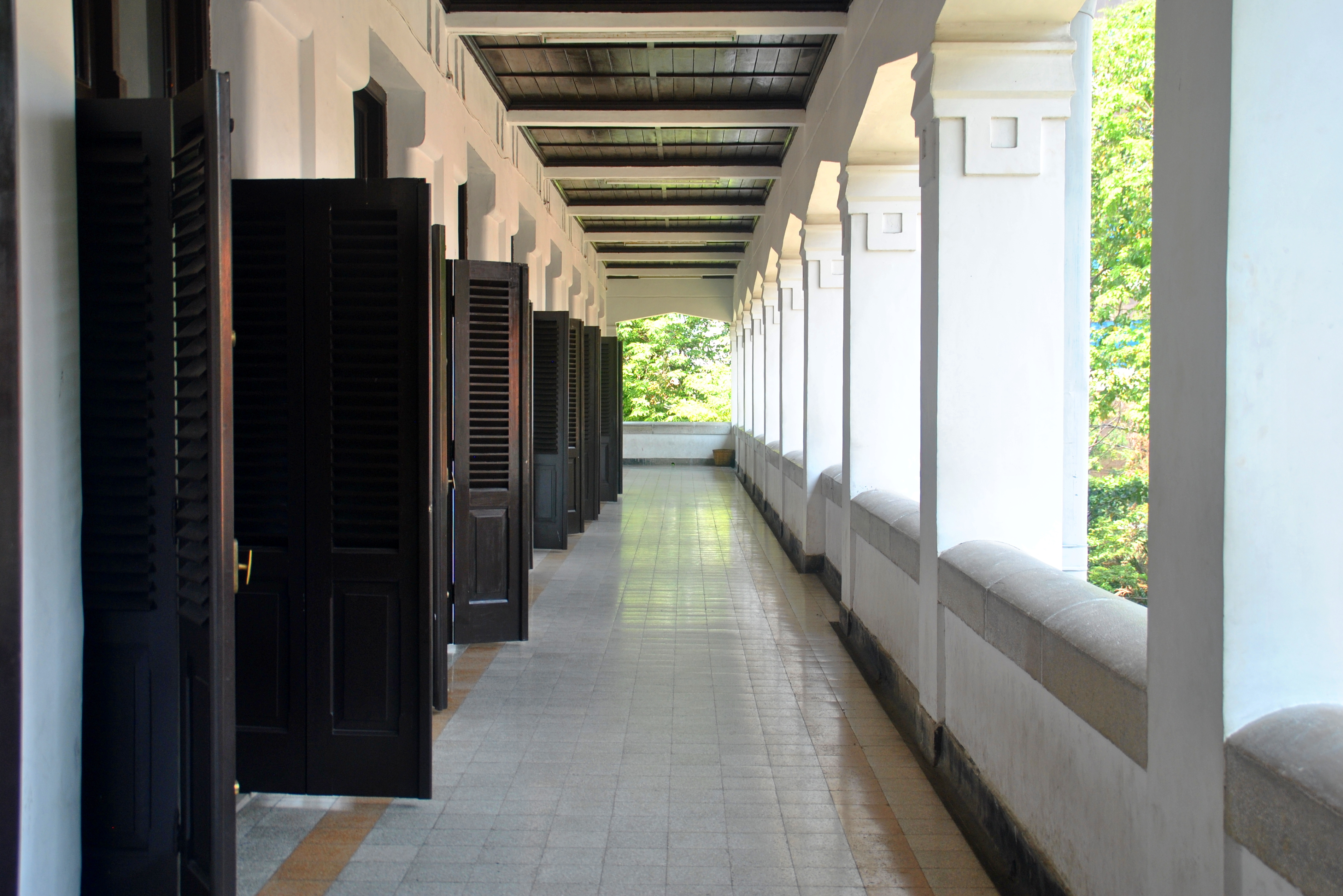
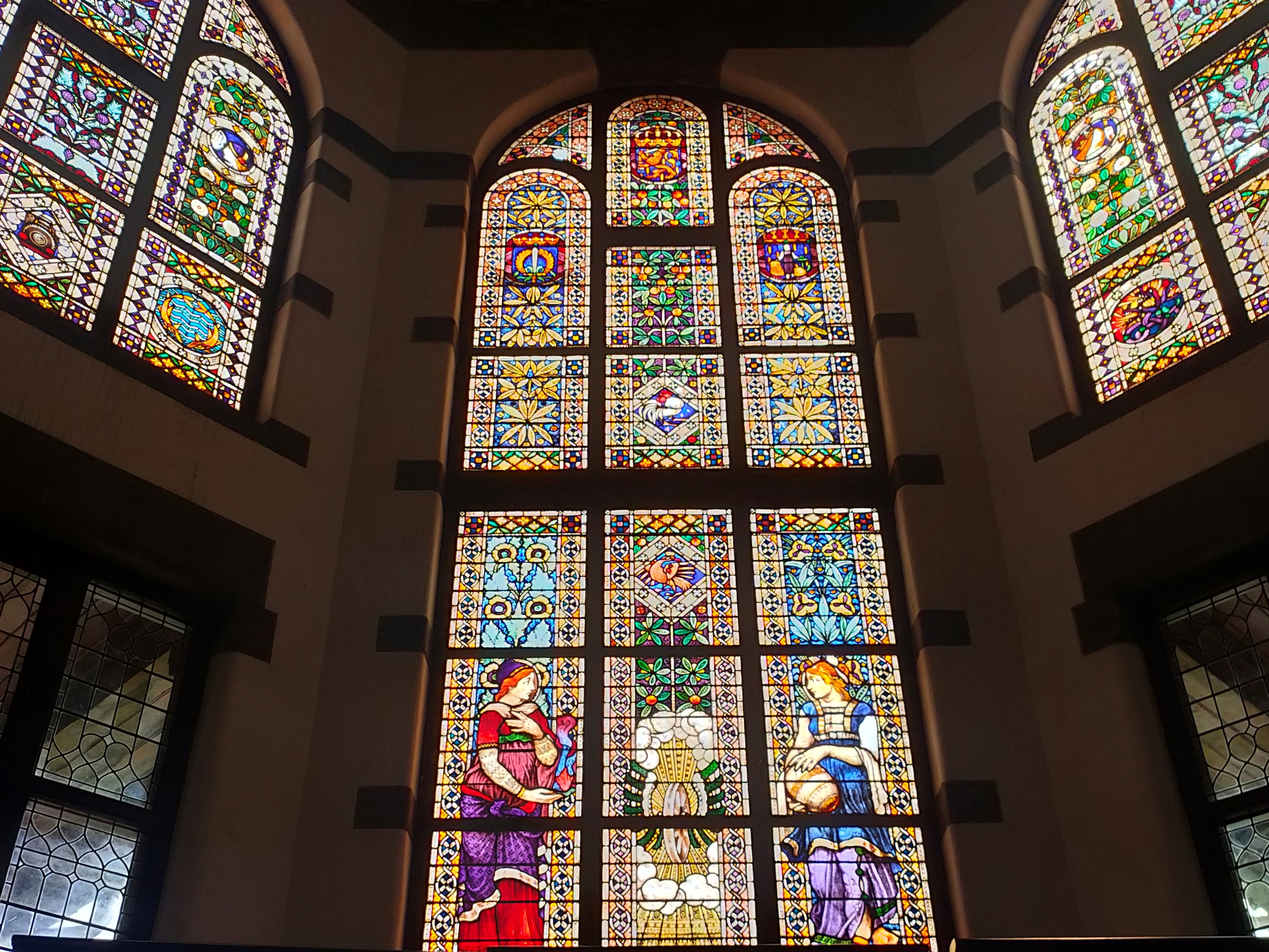